# Лавлетт, Клайд
Клайд Э́двард Ла́влетт (англ. Clyde Edward Lovellette; 7 сентября 1929, Питерсберг , штат Индиана, США — 9 марта 2016, Норт-Манчестер, штат Индиана, США) — американский профессиональный баскетболист, один из лучших игроков Национальной баскетбольной ассоциации 1950-х — начала 1960-х годов. Первый игрок, выигравший турнир NCAA, Олимпийские игры и чемпионат НБА вместе. Трёхкратный чемпион НБА в составе «Миннеаполис Лейкерс» и «Бостон Селтикс». В 1952 году стал чемпионом NCAA в составе «Канзас Джейхокс». Член Зала славы баскетбола с 1988 года.

## Ранние годы и колледж
Клайд Лавлетт был физически одарёным игроком ещё со школы, где играл за баскетбольную команду в силу своего роста (205 см в последнем классе) и входил в школьные сборные штата как лидер коллектива. После окончания школы он поступает в Канзасский университет и все три года выступлений в основной команде становится членом всеамериканских сборных NCAA. В последнем сезоне 1951/52 Лавлетт повысил свою результативность до средних 28,6 очка за игру, а «Канзас Джейхокс» выиграли баскетбольный турнир и следовательно чемпионство лиги. Клайд же установил тогдашний рекорд турнира, набрав в нём 141 очко за четыре игры, и завоевал награду Самому выдающемуся игроку баскетбольного турнира NCAA.
На Олимпийских играх 1952 года в Хельсинки Клайд Лавлетт был приглашён как одна из звёзд той команды. На Олимпиаде Клайд стал самым результативным игроком розыгрыша, а сборная США обыграла в финале сборную СССР в самой малорезультативной встрече со счётом 36—25.

## Профессиональная карьера
После одного сезона в команде «Филипс 66» центровой возвращается в стан действующих чемпионов «Миннеаполис Лейкерс», которые и выбрали его на драфте 1952 года под последним номером первого раунда. В сезоне 1953/54 «Лейкерс» снова выигрывают чемпионство НБА, а сам Лавлетт в решающей седьмой игре против «Сиракьюс Нэшиналс» с 14 очками становиться вторым по результативности в команде после Джима Полларда. После первого сезона и завершения карьеры Джордем Майкеном Клайд выходит на ключевые роли в команде и используется на разных позициях из-за своего умения забивать мяч в корзину одной рукой. Во втором сезоне Лавлетт практически вдвое увеличил своё время на площадке, а также со статистикой в 18,7 очков и 11,5 подборов в среднем за игру стал самым полезным игроком команды. Однако в плей-офф «Миннеаполис» неожиданно проиграли «Форт-Уэйн Пистонс». В следующих двух сезонах центровой единолично становился лидером команды по очкам и подборам (21,5 и 20,8 очка и рекордные за карьеру 14,0 и 13,5 подбора в среднем за игру) и дважды вызывался на Матч всех звёзд НБА. Несмотря на всё это, клуб в них так и не дошёл даже до финала НБА и в итоге Клайд Лавлетт был обменян в «Цинциннати Роялз» на Рода Хандли, Монка Мэйнека и ещё несколько игроков.
В «Цинциннати» Клайд Лавлетт отыграл лишь один сезон, на протяжении которого показал свою высшую результативность в 23,4 очка и набирал 12,1 подбора в среднем за игру. После отличного сезона центровой был обменян в состав действующих чемпионов «Сент-Луис Хокс» на только что задрафтованого Уэйна Эмбри и других игроков. В первый сезон за «Сент-Луис» Лавлетт играл только 22,8 минуты в среднем за игру, тем не менее стал третьим по результативности в команде после лидеров команды Боба Петтита и Клиффа Хагана. Из-за того, что Петтит играл на позиции центрового Клайду пришлось играть преимущественно тяжёлого форварда и со следующего сезона он прилично увеличил своё время на площадке и улучшил статистику. За эти два сезона 1959-61 Клайд, которому было уже за 30, стабильно набирал более 20 очков и делал более 10 подборов в среднем за матч, что выливалось в вызов на Матч всех звёзд, в последнем из которых игрок набрал 21 очко и сделал 10 подборов и 3 результативные передачи. В плей-офф же в эти сезоны «Хокс» проигрывали доминирующим тогда «Бостон Селтикс». После неполного из-за травмы сезона 1961/62 Лавлет был продан в стан чемпионов «Бостон Селтикс». За два сезона в составе команды Клайд завоевал свои второе и третье чемпионства, после чего завершил профессиональную карьеру.

## Статистика

### Статистика в НБА
| Сезон                                                                                    | Команда             | Регулярный сезон | Регулярный сезон | Регулярный сезон | Регулярный сезон | Регулярный сезон | Регулярный сезон | Регулярный сезон | Регулярный сезон | Регулярный сезон | Регулярный сезон | Регулярный сезон | Серия плей-офф | Серия плей-офф | Серия плей-офф | Серия плей-офф | Серия плей-офф | Серия плей-офф | Серия плей-офф | Серия плей-офф | Серия плей-офф | Серия плей-офф | Серия плей-офф |
| Сезон                                                                                    | Команда             | GP               | GS               | MPG              | FG%              | 3P%              | FT%              | RPG              | APG              | SPG              | BPG              | PPG              | GP             | GS             | MPG            | FG%            | 3P%            | FT%            | RPG            | APG            | SPG            | BPG            | PPG            |
| ---------------------------------------------------------------------------------------- | ------------------- | ---------------- | ---------------- | ---------------- | ---------------- | ---------------- | ---------------- | ---------------- | ---------------- | ---------------- | ---------------- | ---------------- | -------------- | -------------- | -------------- | -------------- | -------------- | -------------- | -------------- | -------------- | -------------- | -------------- | -------------- |
| 1953/54                                                                                  | Миннеаполис Лейкерс | 72               |                  | 17,4             | 42,3             |                  | 69,5             | 5,8              | 0,7              |                  |                  | 8,2              | 13             |                | 20,4           | 45,0           |                | 48,3           | 9,7            | 0,5            |                |                | 10,5           |
| 1954/55                                                                                  | Миннеаполис Лейкерс | 70               |                  | 33,7             | 43,5             |                  | 68,6             | 11,5             | 1,4              |                  |                  | 18,7             | 7              |                | 28,1           | 44,9           |                | 72,5           | 9,1            | 0,4            |                |                | 16,7           |
| 1955/56                                                                                  | Миннеаполис Лейкерс | 71               |                  | 35,5             | 43,4             |                  | 72,1             | 14,0             | 2,3              |                  |                  | 21,5             | 3              |                | 23,0           | 48,7           |                | 59,4           | 8,3            | 2,0            |                |                | 19,0           |
| 1956/57                                                                                  | Миннеаполис Лейкерс | 69               |                  | 36,1             | 42,6             |                  | 71,7             | 13,5             | 2,0              |                  |                  | 20,8             | 5              |                | 36,2           | 43,2           |                | 73,1           | 9,4            | 2,2            |                |                | 24,2           |
| 1957/58                                                                                  | Цинциннати Роялз    | 71               |                  | 36,5             | 44,1             |                  | 74,3             | 12,1             | 1,9              |                  |                  | 23,4             | 2              |                | 36,0           | 38,7           |                | 64,3           | 10,5           | 0,5            |                |                | 16,5           |
| 1958/59                                                                                  | Сент-Луис Хокс      | 70               |                  | 22,8             | 45,4             |                  | 82,0             | 8,6              | 1,3              |                  |                  | 14,4             | 6              |                | 26,8           | 50,0           |                | 78,6           | 9,8            | 1,3            |                |                | 15,3           |
| 1959/60                                                                                  | Сент-Луис Хокс      | 68               |                  | 28,7             | 46,8             |                  | 82,1             | 10,6             | 1,9              |                  |                  | 20,8             | 14             |                | 30,4           | 39,3           |                | 82,4           | 10,8           | 2,8            |                |                | 17,6           |
| 1960/61                                                                                  | Сент-Луис Хокс      | 67               |                  | 31,5             | 45,3             |                  | 83,0             | 10,1             | 2,6              |                  |                  | 22,0             | 8              |                | 23,9           | 40,4           |                | 66,0           | 6,5            | 1,4            |                |                | 15,4           |
| 1961/62                                                                                  | Сент-Луис Хокс      | 40               |                  | 29,8             | 47,1             |                  | 82,9             | 8,8              | 1,7              |                  |                  | 20,9             | Не участвовал  | Не участвовал  | Не участвовал  | Не участвовал  | Не участвовал  | Не участвовал  | Не участвовал  | Не участвовал  | Не участвовал  | Не участвовал  | Не участвовал  |
| 1962/63                                                                                  | Бостон              | 61               |                  | 9,3              | 42,8             |                  | 74,5             | 2,9              | 0,4              |                  |                  | 6,5              | 6              |                | 6,7            | 26,9           |                | 66,7           | 0,8            | 0,2            |                |                | 3,0            |
| 1963/64                                                                                  | Бостон              | 45               |                  | 9,7              | 42,0             |                  | 78,9             | 2,8              | 0,5              |                  |                  | 6,7              | 5              |                | 8,0            | 23,5           |                | 100,0          | 1,4            | 0,4            |                |                | 4,0            |
|                                                                                          | Всего               | 704              |                  | 27,1             | 44,3             |                  | 75,7             | 9,5              | 1,6              |                  |                  | 17,0             | 69             |                | 23,8           | 41,6           |                | 68,4           | 8,1            | 1,3            |                |                | 14,0           |
| Наведите курсор мыши на аббревиатуры в заголовке таблицы, чтобы прочесть их расшифровку. |                     |                  |                  |                  |                  |                  |                  |                  |                  |                  |                  |                  |                |                |                |                |                |                |                |                |                |                |                |